# Powódź w Europie (2021)
Powodzie w Europie w 2021 roku – seria powodzi, jakie w lipcu 2021 nawiedziły zachodnią, środkową i południową Europę. Według danych na 19 lipca, zginęło co najmniej 209 osób (170 w Niemczech, 36 w Belgii, 1 we Włoszech, 1 w Austrii i 1 w Rumunii). Lokalne powodzie (o charakterze powodzi błyskawicznej) wystąpiły również w Polsce, zjawiska miały jednak znacznie mniejszą skalę niż na zachodzie Starego Kontynentu.

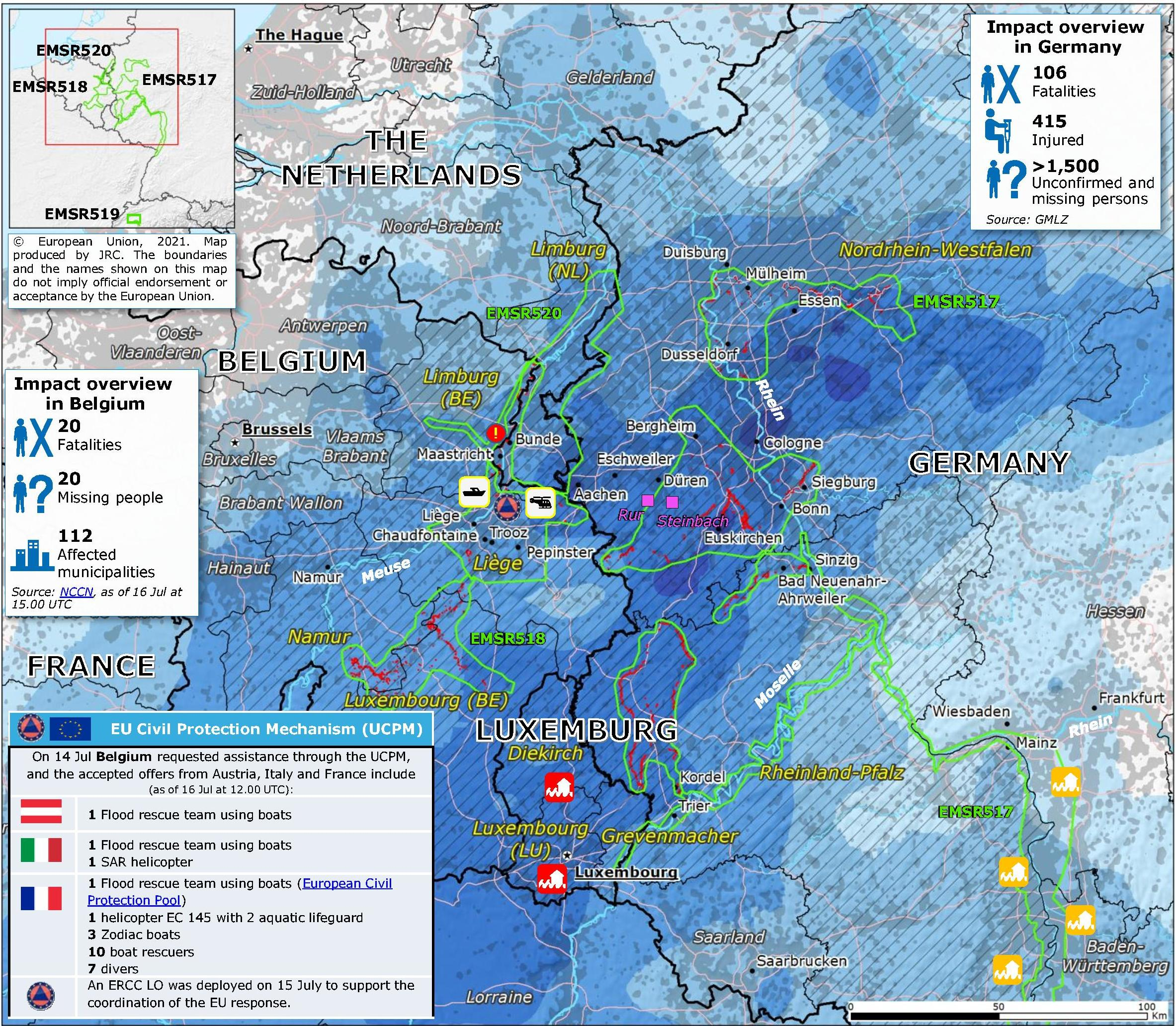
Obszary najbardziej dotknięte powodzią wg stanu na 16 lipca. Mapa Dyrekcji Generalnej Komisji Europejskiej ds. Pomocy Humanitarnej i Ochrony Ludności